# Marino Institute of Education
Il Marino Institute of Education (MIE) è un'università privata di indirizzo cattolico con sede a Dublino, in Irlanda.
L'università prende il nome dalla Marino House, l'edificio dove, nel 1881, fu stabilito il generalato della congregazione dei Fratelli cristiani: nel 1904 la congregazione aprì nell'edificio una scuola per la formazione dei religiosi dell'istituto destinati all'insegnamento. Nel 1971 iniziarono a essere ammessi ai corsi anche religiosi di altre congregazioni insegnanti (lasalliani, maristi) e nel 1972 anche studenti che non intendevano abbracciare la vita religiosa. 
È affiliato dal 2012 al Trinity College.